# Driss Yousfi
Driss Yousfi (né le 23 juillet 1983 à Pithiviers) est un athlète français, spécialiste du 800 mètres. 

## Biographie
Champion de France espoirs en 2004, il remporte deux titres de champion de France élite, en 2007 et 2008.
Driss travaille aujourd'hui pour la marque française de running Kalenji. 

### Palmarès
- Championnats de France d'athlétisme :
  - vainqueur du 800 en 2007 et 2008

### Records
| Épreuve | Performance   | Lieu          | Date             |
| ------- | ------------- | ------------- | ---------------- |
| 800 m   | 1 min 47 s 11 | Oordegem-Lede | 1er juillet 2006 |